# Боливиано
Боливиа́но (исп. Boliviano) — денежная единица Боливии с 1864 по 1963 год и с 1987 года до настоящего  времени. Состоит из 100 сентаво. В настоящее время представлен шестью номиналами монет: 10, 20, 50 сентаво и 1, 2, 5 боливиано, и пятью номиналами банкнот: 10, 20, 50, 100 и 200 боливиано.

## История

### Первый боливиано (1864—1963)
Боливиано был введён в 1864 году, первоначально он делился на 100 сентесимо, а с 1870 года — на 100 сентаво. Валюта получила своё название в честь Симона Боливара.
В тот период боливиано обменивался по курсу 1 боливиано = 5 французских франков. На 31 декабря 1908 года валюта получила золотой стандарт, и обменивалась по курсу 12 боливиано = 1 британскому фунту стерлингов.
В 1940 году боливиано был привязан к доллар США по курсу 40 или 55 боливиано = 1 доллару США[уточнить], но в результате инфляции боливиано все также падал в цене. В 1963 он был заменён на боливийское песо, или песо боливиано: (ISO 4217: BOP) по курсу 1000 боливиано за 1 песо.
В Боливии в 1928 году произошла денежная реформа в соотношении 1:1.
Но поскольку в банках осталось большое количество не выпущенных в обращение купюр боливиано образца 1911 года, было решено пустить их в обращение параллельно с новыми боливиано, снабдив надпечаткой на лицевой стороне.
Из-за того, что Национальный банк Боливии, осуществлявший эмиссию купюр образца 1911 года, поменял за это время название на Центральный банк Боливии, надпечатки выполнялись с сохранением прежнего номинала в одну строчку чёрной краской: Центральный банк Боливии.

### Второй (новый) боливиано (с 1987)
После периода гиперинфляции песо боливиано был заменён в 1987 году на новый боливиано по курсу один миллион старых песо на один новый боливиано. 1 новый боливиано был равен одному доллару США.
При проведении реформы правительство страны решило использовать большое количество отпечатанных ранее «гиперинфляционных» банкнот со множеством нулей как мелкие разменные деньги, заменяющие монеты. На них ставились надпечатки, понижающие номинал от миллиона до двух миллионов раз.

## Монеты
В 1988 году были введены монеты из нержавеющей стали номиналом 2, 5, 10, 20 и 50 сентаво и 1 боливиано (отчеканены в 1987), далее последовала монета 2 боливиано (в 1991 году) также из нержавеющей стали. В 1997 году была введена монета в 10 сентаво с медным покрытием, в 2001 — биметаллическая монета в 5 боливиано. Монеты 2 и 5 сентаво к настоящему времени вышли из обращения. Монета 2 боливиано с 1995 года чеканится в увеличенном формате, обе одинаково принимаются к оплате. Монета в 2 боливиано имеет форму одиннадцатиугольника, остальные монеты — круглые.
На аверсе монет — герб и название государства (на монетах 1987—2008 годов — исп. REPUBLICA DE BOLIVIA, с 2010 года — исп. ESTADO PLURINACIONAL DE BOLIVIA.
На реверсе — номинал, девиз Боливии (исп. LA UNION ES LA FUERZA — «Единство есть сила») и год выпуска.
| Изображение | Номинал     | Материал                                   | Диаметр (мм) | Толщина (мм) | Масса (г) | Гурт     | Годы выпуска                                 |
| ----------- | ----------- | ------------------------------------------ | ------------ | ------------ | --------- | -------- | -------------------------------------------- |
|             | 2 сентаво   | сталь                                      | 14           | 1            | 1         | гладкий  | 1987                                         |
|             | 5 сентаво   | сталь                                      | 17           | 1            | 1,5       | гладкий  | 1987                                         |
|             | 10 сентаво  | сталь                                      | 18,5         | 1            | 1,8       | гладкий  | 1987 1991 1995 1997 2006 2017                |
|             | 10 сентаво  | сталь, плак. медью                         | 19           | 1,2          | 2,23      | гладкий  | 1997 2001 2006 2008 2010 2012                |
|             | 20 сентаво  | сталь                                      | 22           | 1,26         | 3,66      | гладкий  | 1987 1991 1995 1997 2001 2006 2008 2010 2012 |
|             | 50 сентаво  | сталь                                      | 24           | 1,24         | 3,8       | гладкий  | 1987 1991 1995 1997 2001 2006 2008 2010 2012 |
|             | 1 боливиано | сталь                                      | 27           | 1,26         | 5         | гладкий  | 1987 1991 1995 1997 2001 2004 2008 2010 2012 |
|             | 2 боливиано | сталь                                      | 27           | 1,6          | 6,25      | гладкий  | 1991                                         |
|             | 2 боливиано | сталь                                      | 29           | 1,4          | 6,4       | гладкий  | 1995 1997 2008 2010 2012 2017                |
|             | 5 боливиано | центр: сталь, плак. бронзой, кольцо: сталь | 23           | 1,9          | 5         | рубчатый | 2001 2004 2010 2012 2017                     |

## Банкноты
28 ноября 1986 года в обращение были введены банкноты номиналом 2, 5, 10, 20, 50, 100 и 200 боливиано. Банкнота 2 боливиано была заменена на монету в 1991 году, а 5 боливиано — в 2001 году.
С 2018 года был начат выпуск банкнот новой серии: 10, 20 и 50 боливиано были введены в обращение в 2018 году, 100 и 200 — в 2019 году.
Год печати на банкнотах обеих серий не указан, вместо него стоит дата введения боливиано как национальной валюты — 28 ноября 1986 года.

### Серия 1986 года
| Изображение | Номинал (боливиано) | Размеры (мм) | Основные цвета | Описание                           | Описание                                              | Суффиксы серий |
| Изображение | Номинал (боливиано) | Размеры (мм) | Основные цвета | Лицевая сторона                    | Оборотная сторона                                     | Суффиксы серий |
| ----------- | ------------------- | ------------ | -------------- | ---------------------------------- | ----------------------------------------------------- | -------------- |
|             | 2                   | 140×69       | жёлтый         | портрет Антонио Вака Диэса         | сельский пейзаж в Пандо                               | A, B           |
|             | 5                   | 140×69       | зелёный        | портрет Аделы Самудио              | церковь Сокавонской Богоматери в Оруро                | A-E            |
|             | 10                  | 140×69       | синий          | портрет Сесилио Гусмана де Рохаса  | памятник Heroínas de la Coronilla, панорама Кочабамбы | A-J            |
|             | 20                  | 140×69       | оранжевый      | портрет Панталеона Даленсе         | Золотой дом в Тарихе                                  | A-J            |
|             | 50                  | 140×69       | фиолетовый     | портрет Мельчора Переса де Ольгина | Башня Общества в Потоси                               | A, C-J         |
|             | 100                 | 140×69       | красный        | портрет Габриэля Морено            | здание Университета Св. Франциска в Сукре             | A, C-J         |
|             | 200                 | 140×69       | коричневый     | портрет Франца Тамайо              | индейские скульптуры в Тиуанако                       | A, C-J         |

#### Производство банкнот
| Суффикс | Производитель                                                                               | Годы печати |
| ------- | ------------------------------------------------------------------------------------------- | ----------- |
| A, B, E | FC Oberthur, Франция                                                                        | 1987—2001   |
| C       | Fábrica Nacional de Moneda y Timbre, Испания                                                | 1993        |
| C       | Thomas de la Rue, Великобритания                                                            | 1995        |
| D       | Thomas de la Rue, Великобритания                                                            | 1995—1996   |
| F       | FC Oberthur, Франция                                                                        | 2001        |
| G       | FC Oberthur, Франция                                                                        | 2005—2009   |
| H       | FC Oberthur, Франция                                                                        | 2007—2008   |
| I       | Canadian Bank Note Company, Канада Oberthur Technologies, Франция De la Rue, Великобритания | 2011—2013   |
| J       | Oberthur Technologies, Франция Oberthur Fiduciaire, Франция                                 | 2015—2016   |

### Серия 2018—2019 года
| Изображение | Номинал (боливиано) | Размеры (мм) | Основные цвета | Описание | Описание                                                                                            |
| Изображение | Номинал (боливиано) | Размеры (мм) | Основные цвета | Лицевая сторона | Оборотная сторона                                                                                   |
| ----------- | ------------------- | ------------ | -------------- | --- | --------------------------------------------------------------------------------------------------- |
|             | 10                  | 140×70       | голубой        | пещера Умахаланта, Хосе Сантос Варгас, Апиагуаики Тумпа, Эустакио Мендес                                                         | солончак Уюни, Исполинский колибри, Пуйя Раймонда                                                   |
|             | 20                  | 140×70       | оранжевый      | Фуэрте-де-Самайпата, Дженовьева Риос, Томас Катари, Педро Игнасио Муиба                                                          | озёрный пейзаж, Сейба великолепная, Чёрный кайман                                                   |
|             | 50                  | 140×70       | фиолетовый     | портреты национальных героев: Хосе Мануэля Бака «Каното», Бруно Ракуйя, Пабло Зарате Вилка на фоне руин Инкальяхта (город Инков) | Андский фламинго и злаковое растение Киноа, на фоне потухшего вулкана Сахама в Пуне Центральных Анд |
|             | 100                 | 140×70       | красный        | Хуана Асурдуй де Падилья, Алехо Калатаюд, Антонио Хосе де Сукре. Национальный монетный двор Боливии                              | Водопад Арко Ирис, Heliconia rostrata, Гиацинтовый Ара                                              |
|             | 200                 | 140×70       | коричневый     | Тупак Катари, Бартолина Сиса, Симон Боливар. Дом Свободы                                                                         | Тиуанако, Кантуа буксолистная, Андская кошка                                                        |